# Gastón Mazzacane
Gastón Hugo Mazzacane (La Plata, 1975. május 8. –) argentin Formula–1-es versenyző. 2000. március 12-én debütált a Formula–1-ben, 21 versenyen indult, ám ezeken egyetlen pontot sem szerzett.

## Pályafutása

### A Formula–1-ben
Formula–1-es pályafutását a Minardinál kezdte 1999-ben tesztpilótaként, majd 2000-ben ugyanitt kapott versenyzői állást. Ebben az évben a csapattársa Marc Gené lett. Mazzacane bemutatkozása átlagosra sikeredett. Első versenyén kiesett váltóhiba miatt, majd Brazíliában 10. lett. Alighanem a szezon legjobb versenye számára a német nagydíj volt, ahol a 11. helyen végzett, megelőzve csapattársát, Genét. Mazzacane az év végi összetettben 21. lett, emellett ő teljesítette a 3. legtöbb kilométert az egész mezőnyből, vagyis elég megbízható versenyzőnek bizonyult.
A 2001-es szezon előtt tesztelt az Arrows csapattal, ám végül a Prost csapathoz szerződött. Ezért a helyért a ma az IndyCar-ban versenyző Oriol Serviával kellett megharcolnia. Mazzacane második számú versenyző lett csapaton belül. A szezont nem versenyezhette végig, az utolsó versenye a San Marinó-i nagydíj volt. Ezután a helyére a Jaguartól éppen akkor elbocsátott Luciano Burtit ültették be.

## Teljes Formula–1-es eredménysorozata
(Táblázat értelmezése)

(Félkövér: pole-pozícióból indult; dőlt: leggyorsabb kört futott) 

| Év   | Csapat     | 1      | 2      | 3      | 4      | 5      | 6     | 7      | 8      | 9      | 10     | 11     | 12     | 13     | 14     | 15     | 16     | 17     | Helyezés | Pont |
| ---- | ---------- | ------ | ------ | ------ | ------ | ------ | ----- | ------ | ------ | ------ | ------ | ------ | ------ | ------ | ------ | ------ | ------ | ------ | -------- | ---- |
| 2000 | Minardi    | AUS Ki | BRA 10 | SMR 13 | GBR 15 | ESP 15 | EUR 8 | MON Ki | CAN 12 | FRA Ki | AUT 12 | GER 11 | HUN Ki | BEL 17 | ITA 10 | USA Ki | JPN 15 | MAL 13 | 21.      | 0    |
| 2001 | Prost Acer | AUS Ki | MAL Ki | BRA 12 | SMR Ki | ESP    | AUT   | MON    | CAN    | EUR    | FRA    | GBR    | GER    | HUN    | BEL    | ITA    | USA    | JPN    | 25.      | 0    |

## Külső hivatkozások
Hivatalos oldala Archiválva 2014. október 13-i dátummal a Wayback Machine-ben (spanyolul)
Rajongói oldal (spanyolul)